# Уверские зори
«Уверские зори» — еженедельная газета, издающаяся в селе Мошенское, районном центре Новгородской области. Первый номер газеты, носившей название «Мошенской Колхозник», вышел 31 марта 1930 года. Начиная с 1961 года долгое время газета называлась «Знамя Октября», а в 1993 году получила современное имя — «Уверские зори» (по реке Уверь, протекающей по территории всего Мошенского района, на которой стоит Мошенское).
Учредитель газеты — областное государственное автономное учреждение «Агентство информационных коммуникаций».
Газета выходит по пятницам на 4 листах формата A3. Средний тираж — 1 500 экземпляров.